# Moriles
Moriles là một đô thị trong tỉnh Córdoba, Andalusia, Tây Ban Nha. Dân số 3.874 người.